# Butig
Butig est une localité de la province de Lanao du Sud, aux Philippines. En 2015, elle compte 19 302 habitants.